# Mp3.com
MP3.com este un web site administrat de CNET Networks care oferă intformații despre muzica digitală și artiști, cântece, servicii, communitate, și technologii. Site-ul este mai bine cunoscut pentru varianta sa inițială, ca serviciu legal de partajarea gratuită a muzicii, serviciu folosit de muzicieni independenți pentru promovarea muncii lor. Denumirea îi vine de la formatul popular de fișiere, MP3.  Serviciul a fost închis pe 2 decembrie 2003 de către CNET, care, după cumpărarea numelui domeniului (dar nu a tehnologiei sau a muzicii MP3.com), a stabilit site-ul curent MP3.com.

## Versiunea inițială

### Istorie
MP3.com a fost fondat în Decembrie 1997 de Michael Robertson și Greg Flores, ca parte a Z Company. Z Company a rulat o varietate de website-uri: filez.com, websitez.com, si sharepaper.com și a fost achiziționat de la Lars Matthiassen.
Idea de a achiziționa domeniul MP3.com a apărut atunci când Flores monitoriza traficul de căutare pe filez.com, un site de căutare FTP a cărui prima încarnare a oferit o interfață grafică ușor de utilizat pentru căutarea diferitelor tipuri de fișiere inclusiv software, grafici, video și audio. Prima versiune a fișierelor a utilizat un motor de căutare gratuit, dezvoltat de studenții absolvenți (condus de Tor Egge, care a fondat ulterior Fast Search and Transfer bazat pe acest motor de căutare) la Universitatea Norvegiană de Știință și Tehnologie. Flores a observat în revizuirea jurnalelor de căutare că oamenii căutau 'mp3'.
Robertson i-a spus lui Flores să caute un site care să lucreze cu informașii legale MP3 și să vadă dacă acea companie ar fi interesată să lucreze cu ei. Robertson i-a trimis un email proprietarului MP3.com, Martin Paul, pentru a cumpăra adresa URL. Planul de afacere era să utilizeze MP3.com pentru a conduce mai multe interogări de căutare la Filez.com, sursa majorității veniturilor la acea vreme. Rezultatele căutării gratuite de la Filez.com au inclus rezultate de plată pentru plasare. MP3.com a primit peste 18,000 de utilizatori unici în primele 24 de ore de difuzare a URL-ului, și Flores a primit primul său anunț de publicitate la nici 18 ore de după lansare. Achiziția și traficul de publicitate rezultat au determinat echipa să redirecționeze focalizarea spre MP3.com.
În 1998, the Academia Națională de Îngregistrare a Artelor și Științelor (NARAS) a refuzat să difuzeze un anunț pe care MP3.com l-a cumpărat pentru fi inclus în Revista Grammy NARAS. Reclama spunea "Ceea ce întreaga lume ascultă...Câștigătorii viitoarei Grammy îi găsiți aici". Motivul NARAS de a retrage reclama a fost "numărul limitat de posturi publicitare disponibile în revistă, coroborat cu natura oarecum controversată a produsului dvs."
Cox Interactive Media a investit 45 de milioane de dolari și a achiziționat 10% din MP3.com în Iunie 1999. Câteva lunii mai târziu, cele două companii au lansat mp3radio.com, un proiect comun destinat să creeze site-uri mini pentru a oferi descărcări MP3, bilete de concert, și, în cele din urmă, vânzările de CD-uri către ascultătorii posturilor de radio terestre Cox's.
MP3.com a devenit public pe data de 21 iulie 1999, și a ridicat peste 370 millione de dolari – la momentul respectiv, cea mai mare ofertă de IPO la nivel mondial până-n prezent. Acțiunea a fost oferită la 28 USD pe acțiune, a crescut la 105 USD pe acțiune pe parcursul zilei, și s-a închis la 63.3125 USD.
În perioada de glorie, MP3.com era casa de internet a mai multor muzicieni independenți, fiecare dintre ei având o prezență individuală la adresa URL www.mp3.com/*name-of-act*. La sfârșitul anului 1999, MP3.com a lansat o promoție care le permitea artiștilor să-și monetizeze conținutul pe site. Numit "Pay for Play" sau P4P, a folosit un algoritm pentru a plăti fiecare artist MP3.com pe baza numărului de fluxuri și descărcări ale melodiilor. Promoția Pay for Play s-a dovedit a fi vulnerabilă la exploatarea de către utlizatori care au determinat numărul de fluxuri și descărcări folosind bots sau echipe organizate de descărcători.
Artiștii au oferit patru zile (96 de ore) de conținut audio pe zi din vara lui 1999 până în vara lui 2003 – aproximativ o melodie pe minut sau 16 ani de audiție de conținut audio pe o perioadă de patru ani. O echipă de muzicieni experți au verificat conținuturile audio și video înainte de publicare pentru a preveni materialele nelicențiate.
Alanis Morissette a fost un investitor timpuriu pe site după ce a sponsorizat unele dintre turneele sale. She owned nearly 400,000 shares in the company which she sold off through a series of U.S. Securities and Exchange Commission (SEC) filings in late 1999 and early 2000. Her holdings and profit from the venture topped $3.4 million at her exit.
La vârf, MP3.com a livrat peste 4 milioane de fișiere audio pe ziMP3 la peste 800,000 utilizatori unici pe o bază de clienți de 25 de milioane de utilizatori înregistrați – aproximativ 4 terabiți de livrare de date pe lună de la trei centre de date. Inginerii de la MP3.com au proiectat și construit infrastructura Pressplay , mai tărziu cumpărată de Roxio pe 19 mai 2003, pe care au folost-o ca bază pentru relansarea companiei Napster. MP3.com a reușuit, de asemenea, să administreze proprietățile muzicii eMusic, Rollingstone.com și Vivendi Universal. Ingineria MP3.com au dezvoltat propria lorrețea de difuzare a conținutului și tehnologii de stocare a datelor care gestionează șapte terabiți de informații despre profilul clienților.

### Infrastructură
Infrastructura tehnologică de la MP3.com a constat din peste 1500 de servere simple bazate pe Intel care rulează Red Hat Linux (versiuni 5.2–7.2) în grupuri de încărcare echilibrate în centrele de date gestionate de  AT&T, Worldcom și acum Exodus Communications.  A fost una dintre primele arhitecturi de internet masiv scalabile pentru livrarea media. Software-ul de alegere a fost C, Perl, Apache, Squid, MySQL unele Oracle and Sybase.  Aceasta arhitectură a împins în mod obișnuit 1.2 Gbit/s la nivel global.

### My.MP3.com
Pe 12 ianuarie 2000, MP3.com a lansat serviciul "My.MP3.com" care a permis utilizatorului să-și înregistreze în siguranță CD-urile personale și apoi să transmită online copiile digitale de la serviciul "My.MP3.com". Deoarece clienții au putut să asculte doar muzică online, au dovedit că deja deținute, compania a văzut acest lucru ca o mare oportunitate pentru venituri, permițând fanilor să acceseze muzica lor online. Industria de înregistrări nu a văzut-o în acest fel și a dat în judecată MP3.com, susținând că serviciul a constituit o duplicare neautorizată și a promovat încălcarea drepturilor de autor.
Judecătorul Jed S. Rakoff, în cazul UMG v. MP3.com, a hotărând în favoarea etichetelor de discuri împotriva MP3.com și a serviciului privind prevederea dreptului de autor privind "realizarea de copii mecanice pentru uz comercial fără autorizația proprietarului drepturilor de autor". Înainte de acordarea prejudiciului, MP3.com s-a stabilit împreună cu reclamantul, UMG Recordings, pentru 53.4 millioane de dolari, în schimbul permisiuni acesteia din urmă de a le folosi întreaga colecție muzicală. Mai tărziu, firma nu mai avea fonduri suficiente pentru a provoca recesiunea tehnologică. MP3.com a fost ulterior cumpărat,iar noul proprietar nu a continuat același serviciu.

### Vănzarea MP3.com
Scădit financiar, MP3.com a fost în cele din urmă achiziționat de Vivendi Universal în Mai 2001 la 5 dolari pe acțiune (23 de dolari sub prețului acțiunii IPO) sau aproximat 372 de  millionane de dolari in cash în numerar și stoc. Jean-Marie Messier]], apoi-CEO al Vivendi Universal, declarat "Achiziționarea MP3.com a fost un pas extrem de important în strategia noastră de a crea atât o formă de distribuție,cât și de a achiziționa o tehnologie de ultimă oră.Un avantaj deosebit pentru Vivendi Universal în atingerea scopului nostru de a deveni principalul furnizor online de muzică și servicii conexe."
Vivendi a întămpinat dificultăți în dezvoltarea serviciului și,în cele din urmă a demonstrat site-ul original, vânzând toate bunurile sale, inclusiv adresa URL și logo-ul la CNET în 2003.
E-mail-urile către artiștii MP3.com și un mesaj de tip place holder la MP3.com au anunțat că CNET va veni cu servicii de înlocuire în viitor, bazându-se pe facilitățile sale curente de download.com.
O unitate de afaceri a site-ului MP3.com, Trusonic, care oferă muzică de fundal și servicii de mesagerie către comercianții cu amănuntul, a obținut lincențe cu 250,000 artiști reprezentând 1.7 millioane de cântece.  Trusonic a colaborat cu GarageBand.com pentru a revigora aceste conturi de artiști. Trusonic a reținut cea mai mare parte a tehnologiei software dezvoltate la MP3.com și există și astăzi ca parte a organizației Mood Media.
Pe 25 martie 2009, MP3.com a anunțat într-o intrare editor de blog-ul pe care l-ar începe să redirecționeze de artiști și categorii pentru Last.FM.

## Legături externe
- Official website
- A case study of MP3.com by Andrew Burke and Chris Montgomery
- RIAA Sues MP3.com - January 2000 article on the music industry's lawsuit against My. MP3.com
- old mp3.com pages on the internet archive
- Lyrics Freak site with MP3.com story